# Frosinone Calcio
Frosinone Calcio, zkráceně jen Frosinone, je italský fotbalový klub hrající v sezóně 2024/25 ve 2. italské fotbalové lize sídlící ve městě Frosinone v regionu Lazio.
Klub byl prvně založen již 5. března roku 1906 jako Unione Sportiva Frusinate a naposledy byl v roce 1990 jako Frosinone Calcio. Klub hrál dlouhé roky ve čtvrté lize a až v sezoně 2015/16 si zahrál prvně v nejvyšší lize. I když sestoupil za tři roky se vrátil. Jedná se o třetí nejlepší klub z regionu Lazio.

## Změny názvu klubu
- 1906/07 – 1927/28 – US Frusinate (Unione Sportiva Frusinate)
- 1928/29 – 1930/31 – Gruppo Sportivo 119ª Legione M.V.S.N. Frosinone (Gruppo Sportivo 119ª Legione M.V.S.N. Frosinone)
- 1931/32 – 1944/45 – PB Frusino (Polisportiva Bellator Frusino)
- 1945/46 – 1948/49 – US Frosinone (Unione Sportiva Frosinone)
- 1949/50 – 1958/59 – AS Frosinone (Associazione Sportiva Frosinone)
- 1959/60 – 1961/62 – US Frosinone (Unione Sportiva Frosinone)
- 1962/63 – 1972/73 – SC Frosinone (Sporting Club Frosinone)
- 1973/74 – 1989/90 – AS Frosinone (Associazione Sportiva Frosinone)
- 1990/91 – Frosinone Calcio (Frosinone Calcio)

## Získané trofeje

### Vyhrané domácí soutěže
- 2. italská liga (1×)

2022/23
- 4. italská liga (2×)

1986/87, 2003/04

## Soupiska
Aktuální k 1. 2. 2024
| Číslo |           | Pozice | Hráč               |
| ----- | --------- | ------ | ------------------ |
| 1     | Itálie    | B      | Pierluigi Frattali |
| 3     | Itálie    | O      | Riccardo Marchizza |
| 4     | Itálie    | Z      | Marco Brescianini  |
| 5     | Itálie    | O      | Caleb Okoli        |
| 6     | Itálie    | O      | Simone Romagnoli   |
| 7     | Uruguay   | Ú      | Jaime Báez         |
| 8     | Senegal   | Ú      | Demba Seck         |
| 9     | Brazílie  | Ú      | Kaio Jorge         |
| 10    | Itálie    | Ú      | Giuseppe Caso      |
| 11    | Albánie   | Ú      | Marvin Cuni        |
| 12    | Brazílie  | Z      | Reinier            |
| 14    | Itálie    | Z      | Francesco Gelli    |
| 16    | Itálie    | Z      | Luca Garritano     |
| 17    | Gruzie    | Ú      | Giorgi Kvernadze   |
| 18    | Argentina | Ú      | Matías Soulé       |
| 19    | Itálie    | O      | Nadir Zortea       |

| Číslo |           | Pozice | Hráč               |
| ----- | --------- | ------ | ------------------ |
| 20    | Španělsko | O      | Pol Lirola         |
| 21    | Maroko    | Z      | Abdou Harroui      |
| 22    | Gabon     | O      | Anthony Oyono      |
| 23    | Albánie   | O      | Sergio Kalaj       |
| 26    | Maroko    | Ú      | Soufiane Bidaoui   |
| 27    | Německo   | Z      | Arijon Ibrahimović |
| 29    | Francie   | Ú      | Farès Ghedjemis    |
| 30    | Itálie    | O      | Ilario Monterisi   |
| 31    | Itálie    | B      | Michele Cerofolini |
| 32    | Itálie    | O      | Emanuele Valeri    |
| 33    | Itálie    | O      | Kevin Bonifazi     |
| 36    | Itálie    | Z      | Luca Mazzitelli    |
| 45    | Argentina | Z      | Enzo Barrenechea   |
| 47    | Brazílie  | O      | Mateus Lusuardi    |
| 70    | Maroko    | Ú      | Walid Cheddira     |
| 80    | Itálie    | B      | Stefano Turati     |

## Historie
Klub vznikl 5. března roku 1906 jako Unione Sportiva Frusinate. Založil jej Leone Vivoli budoucí starosta města. Klub byl po klubech Lazio a SS Formia teprve třetím klubem v regionu Lazio.
Do roku 1923 nehrál žádnou soutěž. Hrál jen přátelské zápasy. Až v sezoně 1923/24 byl klub fotbalovou federací registrován. Fotbalové začátky klubu byli na úrovni regionální ligy. V sezoně 1947/48 si klub zahrál na jednu sezonu třetí ligu. V sezoně 1957/58 klub odstoupil ze soutěže kvůli zápasu s klubem Cosenza Calcio, které skončilo pro klub Frosinone nespravedlivě. Příští sezonu klub nehrál vůbec. Nezaplatil registrační poplatky a vyhlásil bankrot.
V roce 1960 byl založen klub nový - Unione Sportiva Frosinone a zúčastnili se regionální ligy. Další bankrot přišel po sezoně 1989/90 když klub hrál čtvrtou ligu. I tak byl založen znovu pod názvem Frosinone Calcio.
Nejvyšší soutěž hrál ve dvou sezonách (2015/16, 2018/19), vždy sestoupil z 19. místa. Ve druhé lize hrál v 11 sezonách. Nejlepšího umístění ve druhé lize bylo vítězství v sezoně 2022/23, když si zajistil postup do nejvyšší ligy.

## Účast v ligách
| Úroveň soutěže | Název soutěže (nynější název) | První hraná sezona | Poslední hraná sezona | celkem odehraných sezon |
| -------------- | ----------------------------- | ------------------ | --------------------- | ----------------------- |
| 1              | Serie A                       | 2015/16            | 2023/24               | 3                       |
| 2              | Serie B                       | 2006/07            | 2024/25               | 13                      |
| 3              | Serie C                       | 1934/35            | 2013/14               | 14                      |
| 4              | Serie D                       | 1952/53            | 2003/04               | 37                      |
| 5              | Eccellenza                    | 1979/80            | 2000/01               | 8                       |

Historická tabulka Serie A od sezony 1929/30 do 2023/24.
| Celkové místo | Odehraných sezon | Celkem bodů | Celkem zápasů | Celkem výher | Celkem remíz | Celkem proher | Celkové skore |
| ------------- | ---------------- | ----------- | ------------- | ------------ | ------------ | ------------- | ------------- |
| 61            | 3                | 91          | 114           | 21           | 28           | 65            | 108:214       |

## Fotbalisté

### Historické statistiky
| Počet utkání | Počet utkání      | Počet utkání |  | Počet branek | Počet branek     | Počet branek |
| Pořadí       | Jméno             | Počet        |  | Pořadí       | Jméno            | Počet        |
| 1.           | Marco Gori        | 287          |  | 1.           | Daniel Ciofani   | 77           |
| 2.           | Giorgio Davato    | 272          |  | 2.           | Paolo Santarelli | 64           |
| 3.           | Gianni Gabriele   | 250          |  | 3.           | Federico Dionisi | 63           |
| 4.           | Mirko Gori        | 234          |  | 4.           | Francesco Caputi | 43           |
| 5.           | Fabrizio Perrotti | 228          |  | 5.           | Camillo Ciano    | 42           |

### Rekordní přestupy
| Nákup  | Nákup               | Nákup     | Nákup    | Nákup         |  | Prodej | Prodej              | Prodej    | Prodej   | Prodej        |
| Pořadí | Jméno               | sezona    | klub     | částka        |  | Pořadí | Jméno               | sezona    | klub     | částka        |
| 1.     | Abdou Harroui       | 2023/2024 | Sassuolo | 2,5 mil. Euro |  | 1.     | Daniel Boloca       | 2023/2024 | Sassuolo | 10 mil. Euro  |
| 2.     | Salvatore Bocchetti | 2006/2007 | Ascoli   | 1,9 mil. Euro |  | 2.     | Federico Gatti      | 2021/2022 | Juventus | 5,4 mil. Euro |
| 3.     | Joel Campbell       | 2018/2019 | Arsenal  | 1,5 mil. Euro |  | 3.     | Éder                | 2009/2010 | Empoli   | 2,3 mil. Euro |
| 4.     | Francesco Zampano   | 2019/2020 | Pescara  | 1,5 mil. Euro |  | 4.     | Salvatore Bocchetti | 2008/2009 | Janov    | 2,2 mil. Euro |
| 5.     | Riccardo Marchizza  | 2023/2024 | Sassuolo | 1,5 mil. Euro |  | 5.     | Joel Campbell       | 2020/2021 | León     | 2 mil. Euro   |

### Na velkých turnajích

#### Účastník Mistrovství Evropy
- Arlind Ajeti (ME 2016)

## Česká stopa
- Stefan Simič (2019)
- Daniel Macej (2022–)